# Hicela Orseolo
Hicela Orseolo, später auch Icella genannt, war die älteste der vier Töchter des Venezianers Pietro II. Orseolo, Doge von Venedig in den Jahren 991 bis 1009, und seiner Frau Maria, Tochter des Dogen Vitale Candiano. Über Maria wie über ihre vier Töchter ist fast nichts überliefert. Ihre älteste Tochter Hicela spielte eine wesentliche Rolle sowohl in der venezianischen als auch in der kroatischen Heiratspolitik der Zeit um das Jahr 1000. Durch ihre Ehe mit einem Kroaten, einem Königssohn, wurde sie Angehörige der für die frühe Geschichte der Kroaten bedeutenden Familie der Trpimiriden (Trpimirović).
Hicela, die Tochter und Enkelin eines Dogen, hatte fünf Brüder und drei Schwestern. Ihre Brüder waren Giovanni, Ottone, Orso, Vitale und Enrico. Von ihren drei Schwestern ist nur eine Felicita namentlich bekannt. Sie wurde Äbtissin des Klosters San Giovanni Evangelista di Torcello. Die Namen der anderen beiden Schwestern sind nicht überliefert, über sie ist nichts weiter bekannt. Über Hicelas weiteres Schicksal existiert keinerlei Überlieferung.
Ferdo Šišić nahm an, dass König Svetoslav Suronja von Kroatien zur Stärkung der Allianz mit Venedig seinen Sohn Stjepan Svetoslavić an Pietro II. Orseolo übergab, um am Hof des Dogen erzogen zu werden. Dieser soll später Hicela geheiratet haben. Es könnte sich allerdings auch um einen anderen Stjepan gehandelt haben, nämlich den gleichnamigen Sohn von Svetoslavs Bruder Krešimir III. Hicelas Ehemann gelang es allerdings nicht, die Krone Kroatiens zu erringen, auf die er Anspruch erhob. Andere Autoren mutmaßten, König Stjepan I. sei ihr Ehemann gewesen. In beiden Fällen erhielt sie im Rahmen der nationalen Geschichtsschreibung Kroatiens einen hohen Rang.